# 徐庶

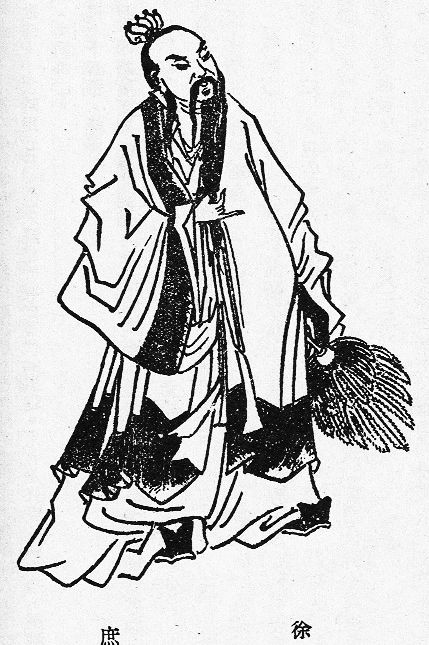
徐庶

徐庶（活跃期2世纪—3世纪），字元直，原名福，小說《三國演義》將徐庶的化名誤植為單福，豫州颍川长社（今河南长葛）人。東漢末至三国时人。

## 生平

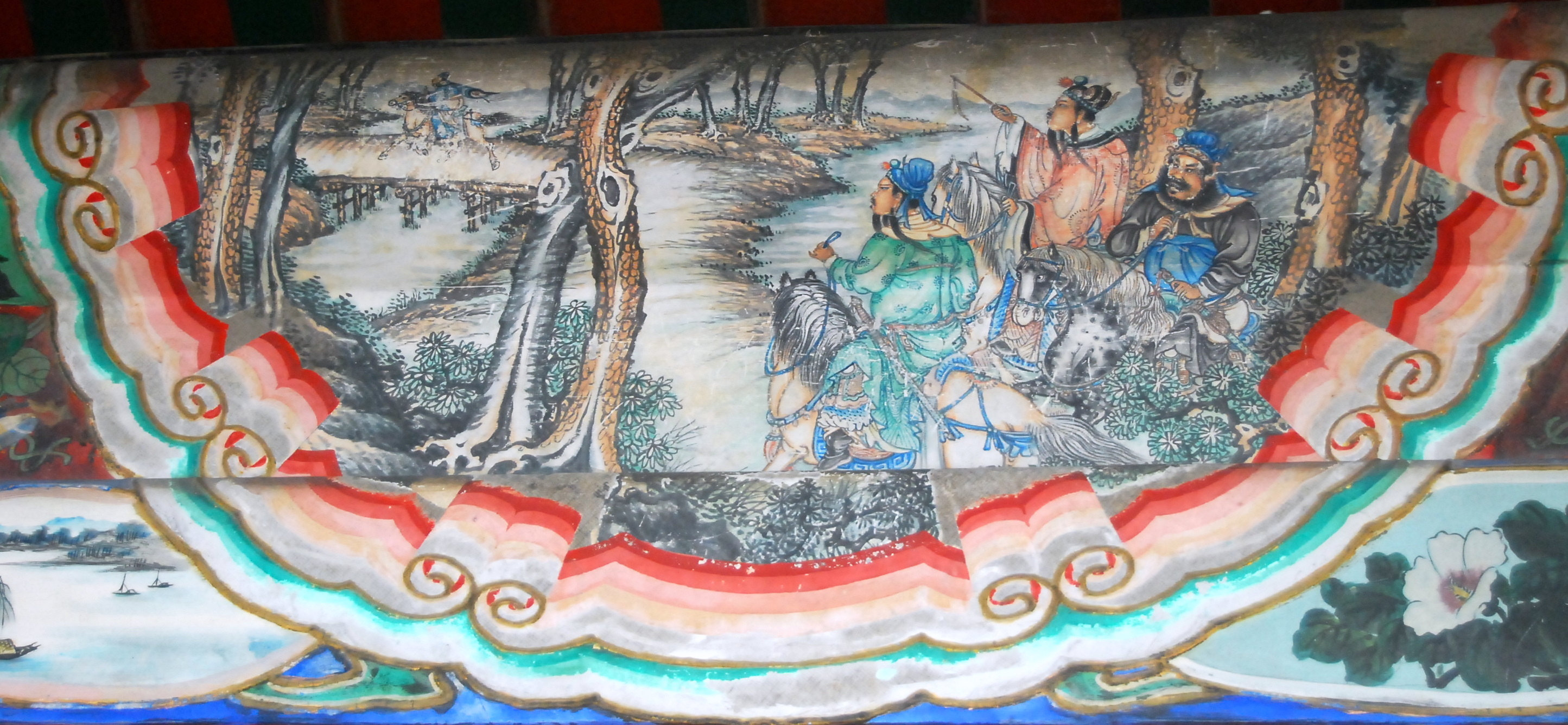
颐和园长廊彩绘中的徐庶荐诸葛故事

徐福是在年少时好任侠击剑，中平年間曾一次將臉抹上白粉，披頭散髮，為其他人報殺人仇恨，不久被官員逮捕，徐福被問及名字一點都不答，官吏於是將徐福綁在車上送去大街由民眾認人，結果沒一個敢指證出是徐福。最後被同夥救出，因此徐福表示感激，棄武從文改名為徐庶。
初平时与石韬一同来到荆州，在荆州时与诸葛亮相交甚篤。刘备在新野时候，徐庶任其麾下謀士，並曾向刘备推荐诸葛亮。后来曹操征讨荆州，徐庶与刘备一同南下，因其母被曹军虏获，徐庶只好向刘备辞别并投靠曹操。徐庶投靠曹操后，官至步兵校尉，封关内侯。黄初时为右中郎将、御史中丞，太和时诸葛亮出兵陇右，知道徐庶仕才如此，曾感叹地说：「魏殊多士邪！何彼二人不见用乎？（二人指徐庶与石韬，石韬曾与徐庶一同投靠曹操，黄初时为太守、典农校尉）」一说数年后徐庶病逝。

## 评价

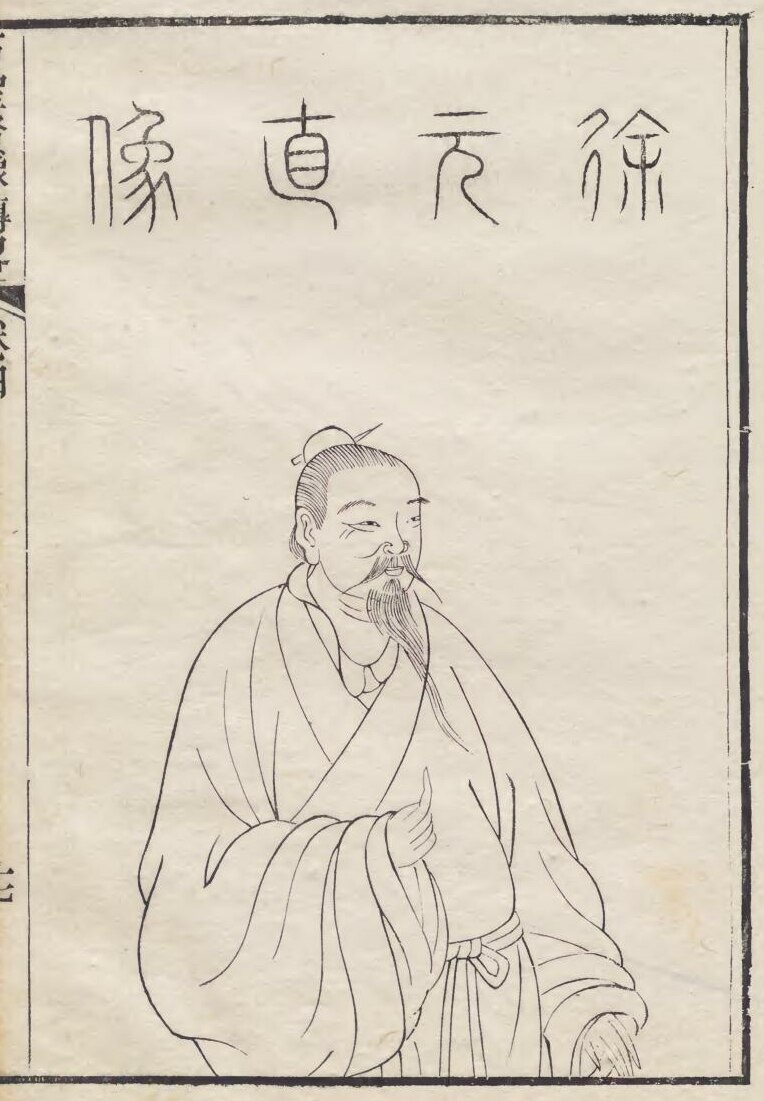
徐庶

- 诸葛亮：“夫参署者，集众思，广忠益也。若远小嫌，难相违覆，旷阙损矣。违覆而得中，犹弃敝趫而获珠玉。然人心苦不能尽，惟徐元直处兹不惑。又，董幼宰参署七年，事有不至，至于十反，来相启告。苟能慕元直之十一，幼宰之勤渠，有忠于国，则亮可以少过矣。”“昔初交州平，屡闻得失，后交元直，勤见启诲。”（《三国志·蜀书九·董刘马陈董吕传第九》）
- 尹义尚：“徐元直西蜀之谋士，关云长刘氏之骁将，须归即遣，知叛弗追，今之与古，何其异趣？”（《全北齐文·卷八》）
- 习凿齿：“西望隆中，想卧龙之吟；东眺白沙，思凤雏之声；北临樊墟，存邓老之高；南眷城邑，怀羊公之风；纵目檀溪，念崔徐之友；肆睇鱼梁，追二德之远，未尝不徘徊移日，惆怅极多，抚乘踌躇，慨尔而泣。曰若乃魏武之所置酒，孙坚之所陨毙，裴杜之故居，繁王之旧宅，遗事犹存，星列满目。琐琐常流，碌碌凡士，焉足以感其方寸哉！”（《晋书·列传第五十二》）
- 罗贯中：“痛恨高贤不再逢，临歧泣别两情浓。片言却似春雷震，能使南阳起卧龙。”（《三國演義》）
- 冯梦龙：“徐庶之不终于昭烈也，其母存也，陵母不伏剑，陵亦庶也。”
- 李蟠：“陵归楚则徐庶不得为完臣，陵不归楚则赵苞不得为孝子矣。”

## 艺术形象

### 三國演義

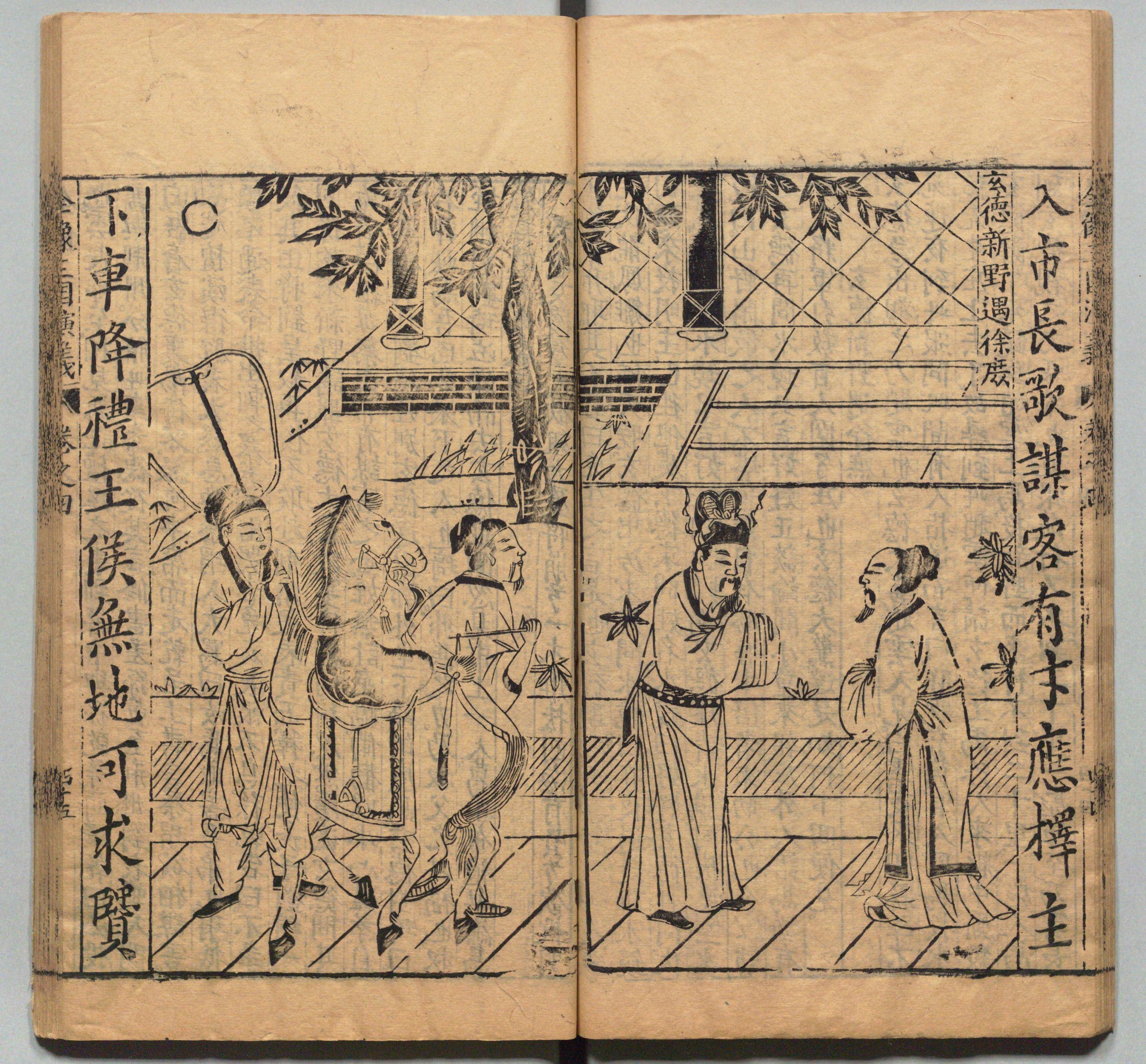
周曰校插图版《三国志通俗演义》中的刘备遇徐庶

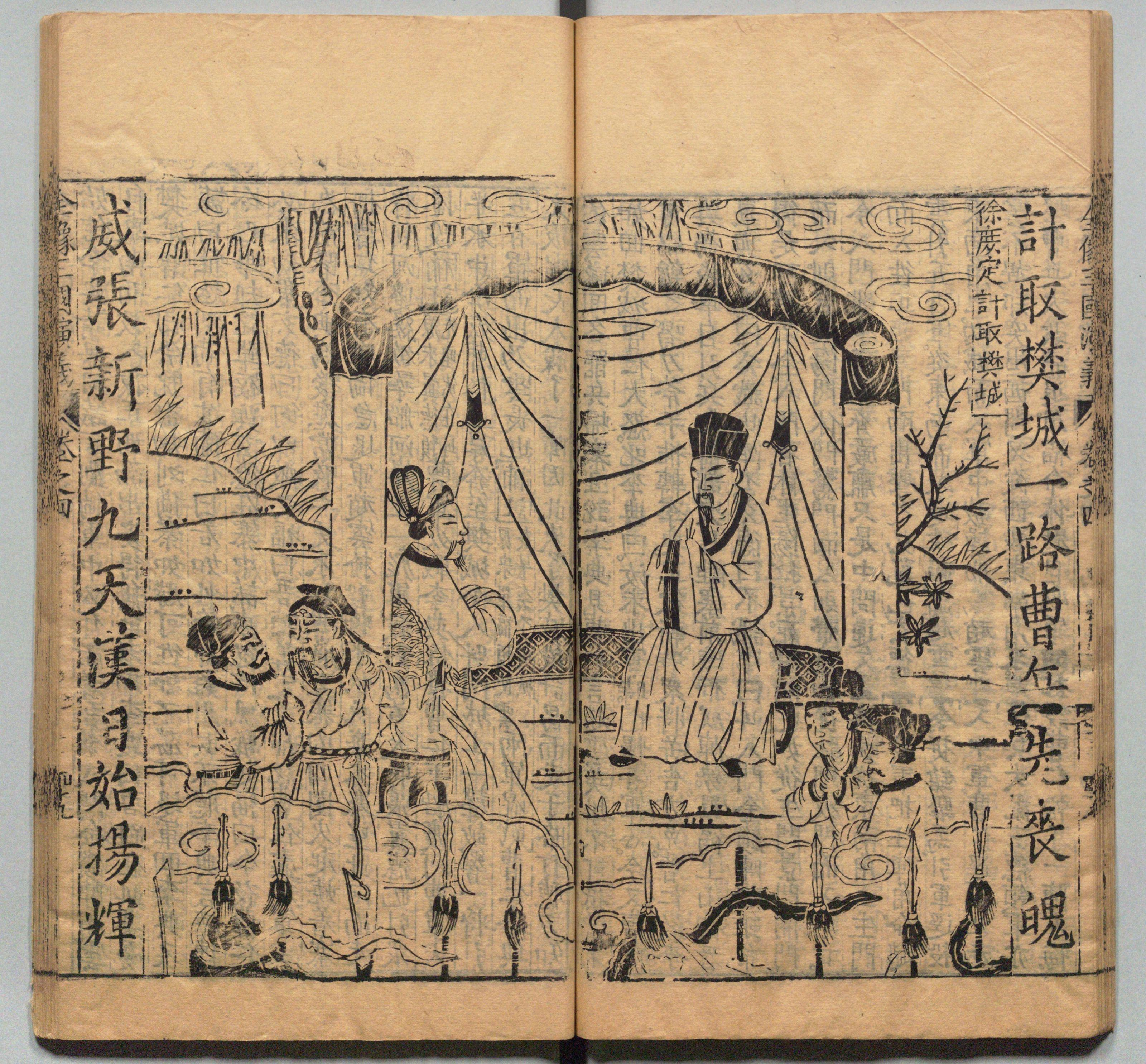
周曰校插图版《三国志通俗演义》中的徐庶定计取樊城

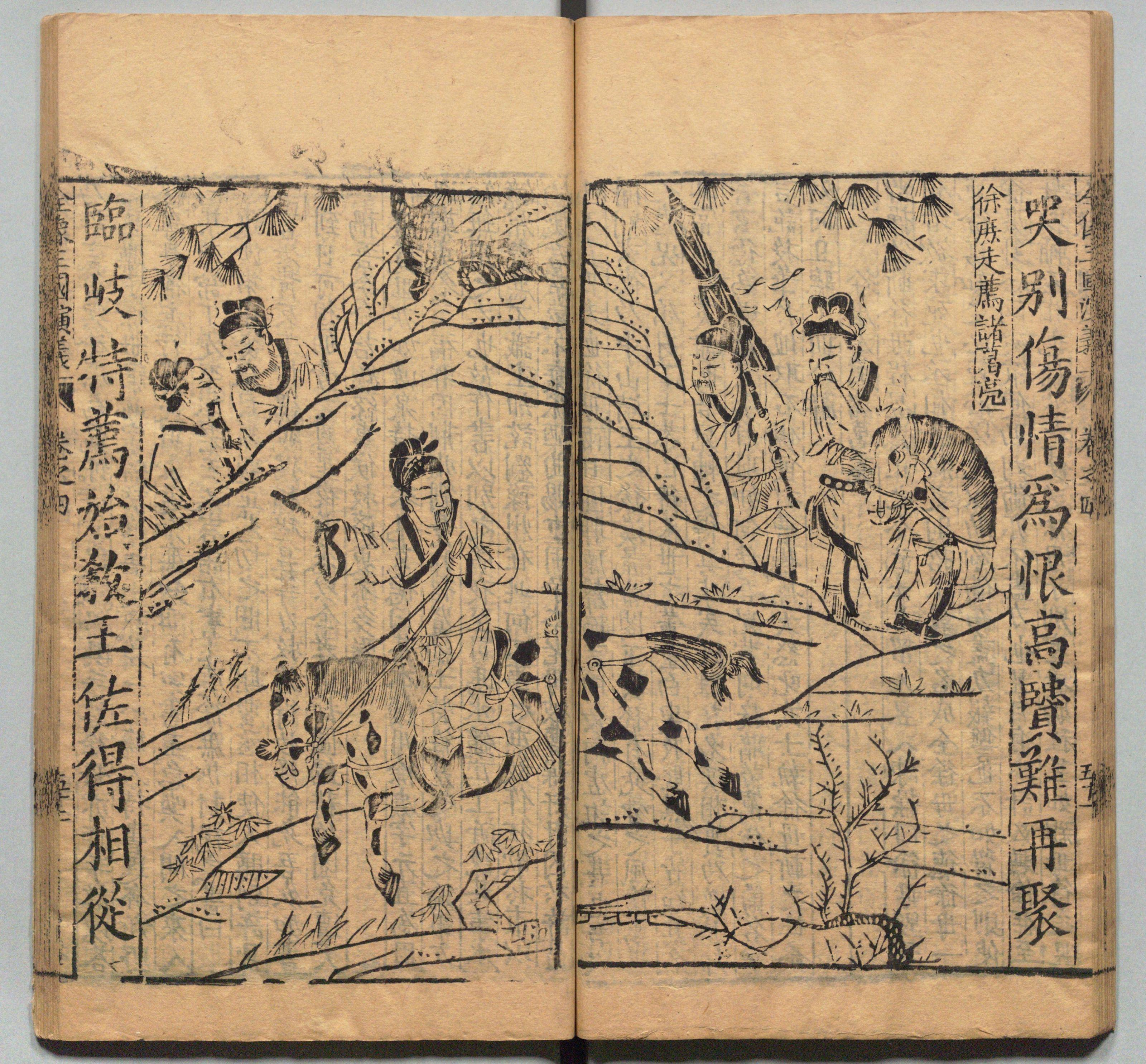
周曰校插图版《三国志通俗演义》中的徐庶推荐诸葛亮

在小说《三国演义》中，原先雲遊四處，後與水鏡先生司馬徽徹夜長談，受其指點前往投靠刘备，成為军师，並助劉備破曹操軍曹仁的八門金鎖陣，之後曹操幕僚程昱獻計，假托徐庶母筆跡，寫信把徐庶騙到曹操陣營，徐母因見徐庶中了詭計，憤而自殺，因此徐庶十分痛恨曹操，终生没有为曹操设任何一条计策，民间有“徐庶进曹营：一言不发”的歇后语。後續徐庶被曹操指派擔任前往新野勸降劉備的使者，徐庶則藉機向劉備坦承曹操將動員大軍征服新野的計畫，勸劉備早做準備而後離去。在赤壁之战前夕，遇见庞统，虽然识破了庞统将要使用“连环计”，但是他并未向曹操点破，而是以此要脅龐統獻計讓他脱离战场，經龐統指點後乃假借馬騰、韓遂侵犯長安的傳言，向曹操自請前往長安駐防，順利離開荊州前線戰場。徐庶在演义中有弟弟徐康，虚构人物。

### 影視形象
- 麗的電視本港台電視劇集《三國春秋》（1976年）：由劉志榮飾演徐庶。
- 中國中央電視台電視劇《三國演義》（1994年）：由翟万臣飾演徐庶。
- 中華電視公司電視劇《關公》（1996年）：由段正平飾演徐庶。
- 中国中央电视台电视剧《武圣关公》（2004年）：由金顺飾演徐庶。
- 中國電視劇《三国》（2010年）：由姚岗飾演徐庶。
- 香港無線電視台電視劇《回到三國》（2012年）：由赵永洪飾演徐庶。
- 韩國电视剧《梦想三国》（2016年）：由韩佳琳（朝鲜语：한가림）飾演徐庶。
- 中國電視劇《軍師聯盟》（2017年）：由黄俊鹏飾演徐庶。

### 動漫遊戲
- 遊戲  《真三國無雙系列》 / 《無雙OROCHI系列》（光榮公司開發，私市淳配音）
- 遊戲 《漢之雲》(軒轅劍外傳) / 《雲之遙》(軒轅劍外傳)
- 動漫 《三國演義》
- 《橫山光輝三國志》（橫山光輝）
- 漫畫《蒼天航路》（王欣太）
- 漫畫《龍狼傳》
- 漫畫《火鳳燎原》（陳某）: 設定於赤壁之戰篇初期登場，奉諸葛亮之計引荊州名仕去賞景，實則引他們看到蔡瑁追殺劉備，在長坂坡之戰後因母親為司馬懿所捉而被迫投靠曹操，實則為司馬懿失去燎原火（趙雲）以作代替，和賈逵共事。